# Análisis de la varianza molecular
El análisis de la varianza molecular (AMOVA) es un modelo estadístico para el algoritmo molecular en una sola especie, típicamente biológica. El nombre y el modelo están inspirados en ANOVA. El método fue desarrollado por Laurent Excoffier, Peter Smouse y Joseph Quattro en la Universidad de Rutgers en 1992. 
Desde el desarrollo de AMOVA, Excoffier ha escrito un programa para ejecutar dichos análisis. Este programa, que se ejecuta en Windows, se llama Arlequin y está disponible gratuitamente en el sitio web de Excoffier. También hay una implementación de Sandrine Pavoine en lenguaje R en el paquete ade4 disponible en CRAN (Red Integral de Archivo R). Otra implementación está en Info-Gen, que también se ejecuta en Windows. La versión para estudiantes es gratuita y totalmente funcional. El idioma nativo de la aplicación es el español, pero también está disponible una versión en inglés. 
Un paquete estadístico gratuito adicional, GenAlEx, está orientado a la enseñanza, así como a la investigación, y permite la utilización y comparación de análisis genéticos complejos dentro de la interfaz de Microsoft Excel comúnmente utilizada. Este software permite el cálculo de análisis como AMOVA, así como las comparaciones con otros tipos de estadísticas estrechamente relacionadas, incluidas las estadísticas F y el índice de Shannon, y más. 